# Bergl (Gemeinde St. Veit in Defereggen)
Bergl, auch Oberbergl, ist ein Weiler in der Gemeinde St. Veit in Defereggen im Defereggental (Osttirol). Bergl ist die höchstgelegene Siedlung der Fraktion Moos.

## Geographie
Bergl liegt in etwa 1545 Metern Höhe an den Südabhängen zwischen der Melspitze und der Deferegger Höhe zwischen dem Mellitzgraben im Westen und dem Moosbach im Osten. Unterhalb bzw. südlich von Oberbergl liegen die Einzelhöfe Gamperle und Unterbergl. Bergl besteht aus den drei traditionellen Hofstellen Huters (Moos 6), Joslis  (Moos 9) und Druntern (Moos 10), die alle noch bewirtschaftet werden. Erreichbar ist Bergl über die Defereggentalstraße (L 25), von der nach Herma-von-Schuschniggkapelle die Sankt Veiter Straße abzweigt. Folgt man dieser zum Bauernhof Kurzthal, so zweigt in der Folge eine Straße nach Osten ab, die über den Einzelhof Niege nach Mellitz und weiter zu einer Abzweigung führt, die hoch nach Bergl ansteigt.

## Geschichte
Die Besiedelung von Bergl geht auf die mittelalterliche Schwaige (Urhof) „an der Mellitzn“ zurück, die der Grundherrschaft der Grafen von Welsberg unterstand. Auf der Schwaige Mellitz entstanden durch Neurodungen die Rauten Oberbergl und Gampen, Unterbergl und Kofl, wobei Oberbergl zur Grundherrschaft der Erasmuskapelle Taisten gehörte. Bergl war Mitte des 19. Jahrhunderts noch wesentlich dichter verbaut und bestand aus mehreren, zumeist geteilten Bauernhäusern.
Bergl wird von der Statistik 1890 als Weiler mit sechs Häusern und 37 Einwohnern eingestuft. 1923 lebten in neun Häusern 36 Menschen, 1951 waren es 28 Menschen in vier Häusern. 1961 lebten im Weiler 33 Menschen in vier Häusern, Mellitzwald umfasste ein Haus und einen Bewohner. 1981 umfasste Bergl drei Häuser und 23 Einwohner. Nach 1981 wird der Weiler Bergl nicht mehr separat angegeben, sondern bei der Fraktion bzw. Rotte Moos eingerechnet.

## Bauwerke
Der Paarhof Joslis besteht aus einem nach 1859 errichteten, zweigeschoßigen Wohngebäude in Kantblockbauweise mit Blockpfettendach und einem um 1850 errichteten Wirtschaftsgebäude unter schindelgedecktem Satteldach. Unmittelbar daneben befindet sich der Paarhof Druntern, dessen Wohngebäude zur Gänze in Kantblockbauweise gezimmert wurde. Zwischen dem Wohn- und Wirtschaftsgebäude des Paarhofs Druntern steht ein Wegkreuz aus der zweiten Hälfte des 19. Jahrhunderts mit Corpus im Viernageltypus unter geschlossenem Bretterkast mit Assistenzfigur des Gottvaters mit Hl.-Geist-Taube.